# Batalla del Avre
La batalla del Avre (4 y 5 de abril de 1918) forma parte de la Primera Batalla de Villers-Bretonneux, que constituyó el ataque final alemán a Amiens en la Primera Guerra Mundial. Durante esta batalla, los alemanes alcanzaron la posición más cercana a Amiens de toda la ofensiva. Esta batalla tuvo lugar entre las tropas atacantes alemanas y las defensas australianas y británicas. La batalla del Avre marcó el inicio del fin de la ofensiva de Ludendorff.

## Preludio
Movimientos preliminares (28–29 de marzo): el ejército alemán avanza lentamente debido al cansancio de la tropa. Finalmente, el 30 de marzo se frena su evolución para dar descanso a los soldados.

## Batalla

### 4 de abril
El 4 de abril quince divisiones alemanas atacaron a siete divisiones aliadas al este de la línea de Amiens y al norte de Albert (cerca del río Avre). Ludendorff decidió atacar las fuerzas más orientales de Amiens, acantonadas en la ciudad de Villers-Bretonneux. Su objetivo era asegurar aquella ciudad y las tierras altas circundantes para que los bombardeos sistemáticos de la artillería alemana pudieran destruir Amiens y obligar a que los aliados se rindieran. El combate subsiguiente tuvo dos sucesos notables: el uso de tanques por ambas partes y el contraataque nocturno organizado precipitadamente por las unidades australianas y británicas (incluyendo la agotada Brigada 54) que recuperó dramáticamente Villers-Bretonneux y detuvo el asalto alemán.
Al inicio, la línea fue protegida por tropas británicas y australianas de norte a sur, específicamente por las 14.ª y 18.ª Divisiones británicas y el 35º Batallón australiano. Al atardecer, la 14.ª División huyó en desbandada tras un ataque de la 228.ª División Alemana.  Los australianos resistieron a la 9.ª División de Reserva Bávara y la 18.ª División británica a los Guardias alemanes de la División Ersatz.

### 5 de abril
Tras un intento fallido alemán de renovar la ofensiva el 5 de abril, los británicos lograron expulsar al enemigo de la mayoría de la ciudad. La ofensiva alemana había llegado al punto máximo de expansión y tras esto, Ludendorff decidió pausar la ofensiva.